# Tăbliță cerată

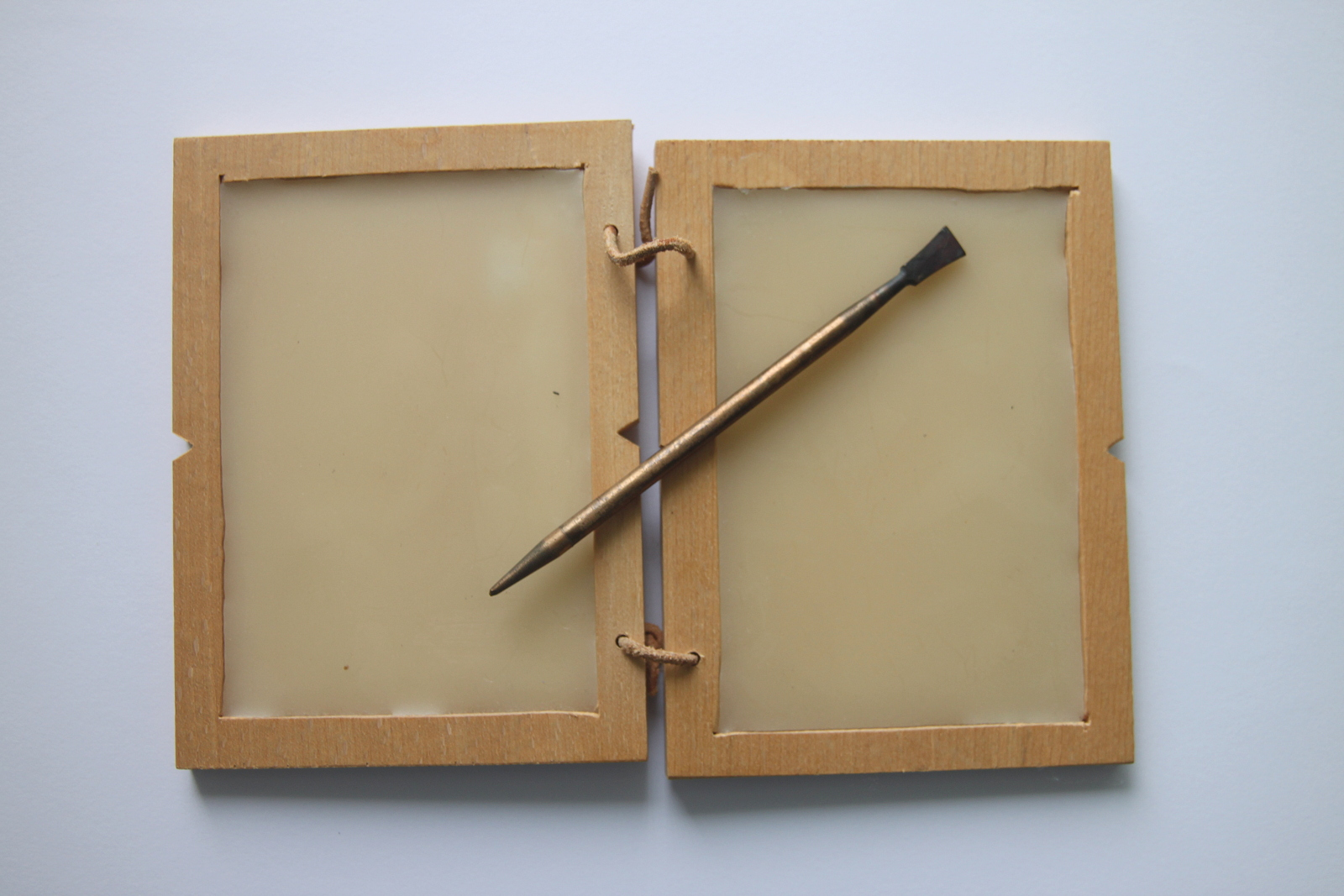
Tăbliță de ceară și un stilou roman

O tăbliță de ceară este o placă din lemn acoperită cu un strat de ceară, legată de o altă tabletă pentru a forma un diptic cu „două foi”. A fost folosită ca suprafață de scris reutilizabilă și portabilă în Antichitate și pe parcursul Evului Mediu. Scrisorile lui Cicero fac referire la utilizarea lor, iar unele exemple de tăblițe cerate au fost conservate în depozite umede din fortul roman de la Vindolanda, de pe Zidul lui Hadrian. Cărți medievale alcătuite din tăblițe de ceară pot fi văzute în mai multe muzee europene.
Scrisul pe suprafața de ceară se făcea cu un instrument ascuțit, un stilou. O unealtă plată, asemănătoare unei spatule (adesea aflată la capătul opus al stiloului), era folosită ca radieră. Expresia modernă „a clean slate” („un început curat”) corespunde expresiei latine „tabula rasa”. Tăblițele de ceară aveau multiple utilizări, de la notițele studenților sau secretarilor la evidența contabilă. Se foloseau și forme timpurii de stenografie.

## Utilizarea în Antichitate

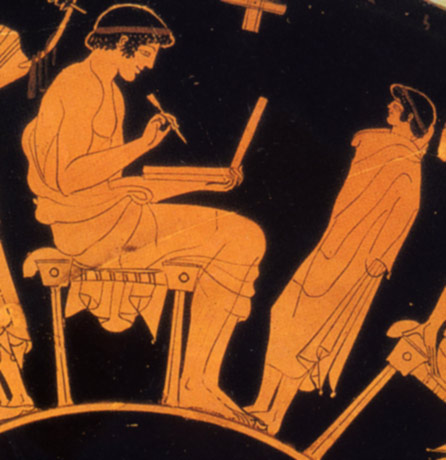
Scriere cu stilou și tăbliță de ceară pliabilă. pictor, Douris, c. 500 d. Hr. (Berlin).

Cel mai vechi exemplar păstrat de tăbliță de scris din lemn de box și cu balama din fildeș a fost descoperit în 1986 printre obiectele naufragiului de la Uluburun, din secolul al XIV-lea î.Hr., în Turcia modernă. Această descoperire a confirmat că mențiunile din Homer despre tăblițe nu erau anacronice. O descoperire arheologică din 1979 la Durrës, în Albania, a scos la iveală două tăblițe de ceară din fildeș într-un mormânt atribuit unui cămătar din secolul al II-lea d.Hr. Grecii au început probabil să folosească perechi pliante de tăblițe de ceară, alături de sulurile din piele, în jurul mijlocului secolului al VIII-lea î.Hr.
În primul mileniu î.Hr., tăblițele de scris erau utilizate în Mesopotamia, Siria și Levantul de Sud. Un basorelief sculptat datând între 640–615 î.Hr., descoperit în Palatul Sud-Vestic al regelui asirian Sanherib din Ninive, înfățișează două figuri: una ținând un sul, iar cealaltă ceea ce pare a fi un diptic deschis. Tăblițe de fildeș au fost descoperite și în ruinele palatului lui Sargon de la Nimrud. Margaret Howard a emis ipoteza că aceste tăblițe ar fi fost unite între ele cu un sistem ingenios de balamale din piele decupată în formă de „H”, introduse în fante laterale, formând o structură de tip acordeon.

## Utilizarea în epoca medievală până în epoca modernă

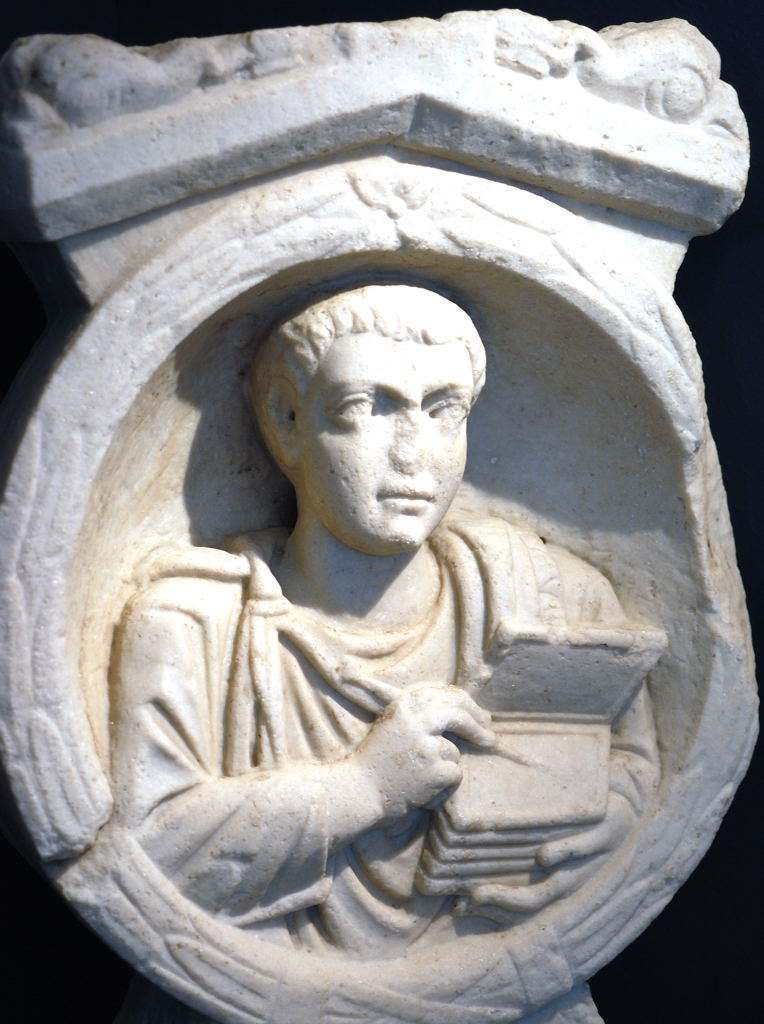
Scrib roman cu un stilou și tăblițele sale pe stela mormântului său de la Flavia Solva în Noricum

Hermann din Reichenau (1013–1054), călugăr și matematician, a utilizat tăblițe cerate pentru notițe personale. Hériman din Tournai (1095–1147), călugăr la abația Sfântul Martin din Tournai, menționa că „am scris chiar și o parte pe tăblițe”.
Un exemplu notabil de carte alcătuită din tăblițe cerate îl constituie registrele de servituți întocmite în anul 1500 de spitalul din orașul austriac Enns (cel mai vechi din Austria). Acestea constau din zece plăci de lemn, fiecare cu dimensiunile de 375 × 207 mm și aranjate într-un teanc de 90 mm grosime. Fiecare placă este împărțită longitudinal în două jumătăți: pe partea stângă era lipit pergament sau hârtie unde se consemnau plățile anuale datorate, iar pe partea dreaptă, acoperită cu ceară de scris brun-neagră, se înregistrau încasările, care ulterior puteau fi șterse. Ceara era pe bază de ceară de albine, cu un conținut de 5–10% uleiuri vegetale și pigmenți de carbon, cu punctul de topire în jur de 65 °C. Acest volum continua un registru anterior, început în anul 1447.
Tăblițele cerate au fost utilizate pe scară largă pentru evidența temporară a tranzacțiilor comerciale până în secolul al XIX-lea. De exemplu, administrația salinei din Schwäbisch Hall le-a folosit până în 1812, iar piața de pește din Rouen le-a utilizat până în anii 1860; construcția și utilizarea acestora sunt bine documentate încă din 1849.